# Heike Kugler
Heike Kugler (* 18. Mai 1962 in Marpingen) ist eine deutsche Politikerin (Die Linke). 

## Leben und Politik
Heike Kugler ist studierte Lehrerin für Grund- und Hauptschulen und arbeitete als freigestellte Bezirkspersonalrätin. Sie ist verheiratet und hat zwei Kinder. 
In ihrer Partei ist Heike Kugler Vorstandsmitglied im Ortsverband Nohfelden und Vorsitzende des Kreisverbands St. Wendel. Seit der Landtagswahl im Saarland 2009 war sie Mitglied im Landtag des Saarlandes und Sozialpolitische Fachsprecherin und Religionspolitische Sprecherin ihrer Fraktion. Sie saß im Parlament als Vorsitzende im Eingabenausschuss und als einfaches Mitglied im Ausschuss für Bildung, Kultur und Medien, im Ausschuss für Justiz, Verfassungs- und Rechtsfragen sowie Wahlprüfung und im Landesjugendhilfeausschuss. Bei der Landtagswahl im Saarland 2017 verfehlte sie den Wiedereinzug in den Landtag. Sie blieb aber Mitglied des Kreistages in St. Wendel.
2022 trat sie aus der Partei Die Linke aus und bei der neu gegründeten bunt.saar ein. 2024 schied sie nach den saarländischen Kommunalwahlen aus dem Kreistag aus.